# Ancistrus formoso
Ancistrus formoso är en fiskart som beskrevs av Sabino och Trajano, 1997. Ancistrus formoso ingår i släktet Ancistrus och familjen Loricariidae. Inga underarter finns listade i Catalogue of Life.